# 伊丽莎白·巴利杜芙
伊丽莎白·巴利杜芙（德語：Elisabeth Baldauf，1990年8月3日—），奧地利女子羽毛球運動員。

## 簡歷
伊丽莎白·巴利杜芙9歲時開始跟隨姊姊在家鄉布雷根茨接受羽毛球訓練，及至11歲首次參加國內的比賽，到13歲首次參加國際賽事「Bodensee Cup」。
2007年2月，16歲的巴利杜芙參加奧地利國際賽，初登成人級別的國際賽事舞台，分別跟Iris Freimueller和罗曼·泽恩沃德合作出戰女子雙打和混合雙打項目，但兩者都在首圈出局。
2012年5月，伊丽莎白·巴利杜芙出戰保加利亞羽毛球公開賽，與罗曼·泽恩沃德合作贏得混合雙打冠軍。

## 主要比賽成績
只列出曾進入準決賽的國際賽事成績：
| 年份   | 賽事                       | 公開賽級別 | 項目     | 拍檔                | 成績   |
| ------ | -------------------------- | ---------- | -------- | ------------------- | ------ |
| 2009年 | 羅馬尼亞羽毛球國際賽       | 國際系列賽 | 女子雙打 | Belinda Heber       | 準決賽 |
| 2010年 | 羅馬尼亞羽毛球國際賽       | 國際系列賽 | 混合雙打 | 罗曼·泽恩沃德       | 準決賽 |
| 2010年 | 塞浦路斯羽毛球國際賽       | 國際系列賽 | 混合雙打 | 罗曼·泽恩沃德       | 準決賽 |
| 2011年 | 羅馬尼亞羽毛球國際賽       | 國際系列賽 | 混合雙打 | 罗曼·泽恩沃德       | 亞軍   |
| 2011年 | 斯洛伐克羽毛球公開賽       | 國際系列賽 | 混合雙打 | 罗曼·泽恩沃德       | 準決賽 |
| 2011年 | 保加利亞羽毛球國際賽       | 國際系列賽 | 混合雙打 | 罗曼·泽恩沃德       | 準決賽 |
| 2011年 | 匈牙利羽毛球國際賽         | 國際系列賽 | 混合雙打 | 罗曼·泽恩沃德       | 準決賽 |
| 2012年 | 奧地利羽毛球國際挑戰賽     | 國際挑戰賽 | 混合雙打 | 罗曼·泽恩沃德       | 準決賽 |
| 2012年 | 羅馬尼亞羽毛球國際賽       | 國際系列賽 | 混合雙打 | 罗曼·泽恩沃德       | 亞軍   |
| 2012年 | 荷蘭羽毛球國際賽           | 國際挑戰賽 | 混合雙打 | 罗曼·泽恩沃德       | 準決賽 |
| 2012年 | 保加利亞羽毛球公開賽       | 國際系列賽 | 混合雙打 | 罗曼·泽恩沃德       | 冠軍   |
| 2014年 | 葡萄牙羽毛球國際賽         | 國際系列賽 | 混合雙打 | 罗曼·泽恩沃德       | 冠軍   |
| 2014年 | 羅馬尼亞羽毛球國際賽       | 國際系列賽 | 混合雙打 | 威尔逊·瓦塔尼拉佩利 | 準決賽 |
| 2014年 | 毛里裘斯羽毛球國際賽       | 國際系列賽 | 女子單打 | －                  | 亞軍   |
| 2014年 | 毛里裘斯羽毛球國際賽       | 國際系列賽 | 混合雙打 | 大卫·奥伯诺斯特勒   | 準決賽 |
| 2014年 | 美國羽毛球國際賽           | 國際挑戰賽 | 女子單打 | －                  | 準決賽 |
| 2014年 | 聖多明哥羽毛球公開賽       | 國際系列賽 | 女子單打 | －                  | 冠軍   |
| 2014年 | 聖多明哥羽毛球公開賽       | 國際系列賽 | 混合雙打 | 大卫·奥伯诺斯特勒   | 冠軍   |
| 2015年 | 千里達及托巴哥羽毛球國際賽 | 國際系列賽 | 女子單打 | －                  | 冠軍   |
| 2015年 | 千里達及托巴哥羽毛球國際賽 | 國際系列賽 | 混合雙打 | 大卫·奥伯诺斯特勒   | 冠軍   |
| 2015年 | 聖多明哥羽毛球公開賽       | 國際系列賽 | 女子單打 | －                  | 冠軍   |
| 2015年 | 聖多明哥羽毛球公開賽       | 國際系列賽 | 混合雙打 | 大卫·奥伯诺斯特勒   | 冠軍   |
| 2015年 | 毛里裘斯羽毛球國際賽       | 國際系列賽 | 混合雙打 | 大卫·奥伯诺斯特勒   | 準決賽 |
| 2015年 | 危地馬拉羽毛球國際賽       | 國際挑戰賽 | 女子單打 | －                  | 準決賽 |
| 2015年 | 危地馬拉羽毛球國際賽       | 國際挑戰賽 | 混合雙打 | 大卫·奥伯诺斯特勒   | 準決賽 |
| 2015年 | 墨西哥羽毛球國際賽         | 國際系列賽 | 混合雙打 | 大卫·奥伯诺斯特勒   | 冠軍   |
| 2015年 | 阿根廷羽毛球國際賽         | 國際系列賽 | 女子單打 | －                  | 冠軍   |
| 2015年 | 阿根廷羽毛球國際賽         | 國際系列賽 | 混合雙打 | 大卫·奥伯诺斯特勒   | 冠軍   |
| 2015年 | 智利羽毛球國際挑戰賽       | 國際挑戰賽 | 混合雙打 | 大卫·奥伯诺斯特勒   | 準決賽 |
| 2015年 | 巴西羽毛球國際賽           | 國際系列賽 | 混合雙打 | 大卫·奥伯诺斯特勒   | 亞軍   |
| 2016年 | 美國羽毛球國際賽           | 國際系列賽 | 女子單打 | －                  | 準決賽 |
| 2016年 | 巴西羽毛球國際賽           | 國際系列賽 | 混合雙打 | 大卫·奥伯诺斯特勒   | 亞軍   |
| 2016年 | 牙買加羽毛球國際賽         | 國際系列賽 | 混合雙打 | 大卫·奥伯诺斯特勒   | 冠軍   |
| 2016年 | 吉拉爾迪拉羽毛球賽         | 國際系列賽 | 女子單打 | －                  | 冠軍   |
| 2016年 | 吉拉爾迪拉羽毛球賽         | 國際系列賽 | 混合雙打 | 大卫·奥伯诺斯特勒   | 冠軍   |
| 2016年 | 秘魯羽毛球國際賽           | 國際挑戰賽 | 女子單打 | －                  | 準決賽 |
| 2016年 | 秘魯羽毛球國際賽           | 國際挑戰賽 | 混合雙打 | 大卫·奥伯诺斯特勒   | 準決賽 |

| 2007-2017年 | 首要超級賽 | 超級賽 | 黃金大獎賽 | 大獎賽 | 國際挑戰賽 | 國際系列賽 | 未來系列賽 | 其他 |

| 2018-2026年 | 總決賽 | 超級1000賽 | 超級750賽 | 超級500賽 | 超級300賽 | 超級100賽 | 國際挑戰賽 | 國際系列賽 | 未來系列賽 | 其他 |

### 奧運會和世錦賽參賽紀錄
|          | 搭檔          | 2011 | 2012 | 2013 | 2014 | 2015 | 2016       |
| -------- | ------------- | ---- | ---- | ---- | ---- | ---- | ---------- |
| 女子單打 | －            | －   | －   | －   | －   | －   | 小組第三名 |
|          |               |      |      |      |      |      |            |
| 混合雙打 | 罗曼·泽恩沃德 | 32強 | －   | －   | 32強 | －   | －         |